# Comuna Sloveatîn, Berejanî
Sloveatîn (în ucraineană Слов'ятин) este o comună în raionul Berejanî, regiunea Ternopil, Ucraina, formată din satele Dibrova și Sloveatîn (reședința).

## Demografie
Componența lingvistică a comunei Sloveatîn
     Ucraineană (99,68%)
     Alte limbi (0,32%)
Conform recensământului din 2001, majoritatea populației comunei Sloveatîn era vorbitoare de ucraineană (99,68%), existând în minoritate și vorbitori de alte limbi.